# Ziguratul Urului
Ziguratul Urului (cunoscut și ca Marele Zigurat al Urului sau ca Ziguratul din Ur; în sumeriană: 𒂍𒋼𒅎𒅍 é-temen-ní-gùru „Etemenniguru”, însemnând „templu al cărui fundament creează aură”) este ziguratul neo-sumerian din fostul oraș sumerian Ur (în apropiere de Nassiriya), în prezent în Guvenoratul Dhi Qar, Irak. Structura a fost construită în timpul Epocii Timpurii a Bronzului (secolul al XXI-lea î.Hr.).
Ziguratul a fost excavat în anii’ 20 și anii’ 30 de arheologul brtanic Leonard Woolley.

## Ziguratul sumerian

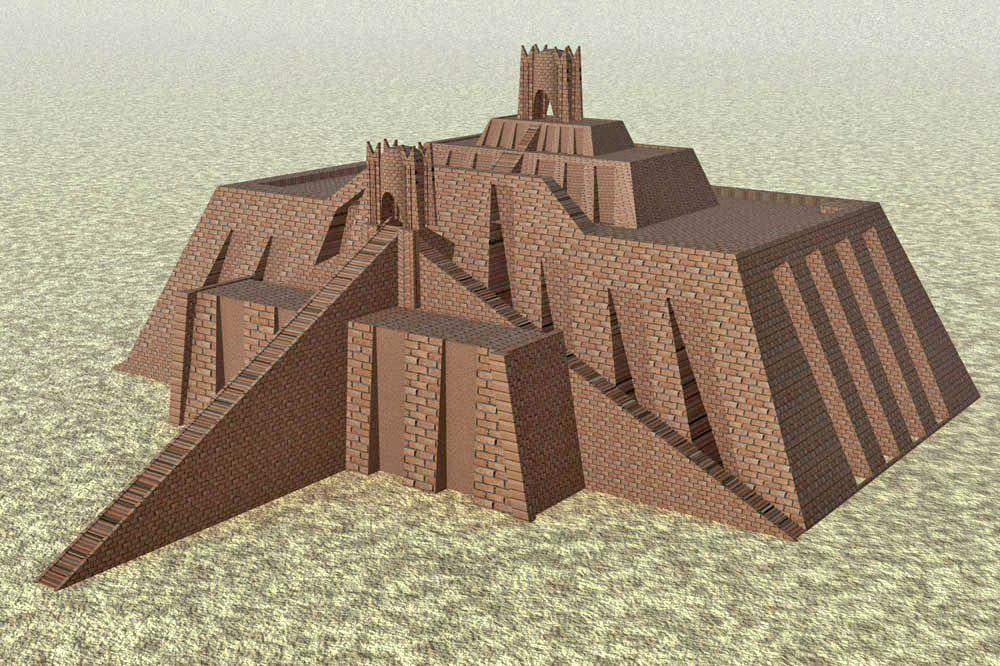
Reconstrucția Ziguratului Urului pe calculator

Marele Zigurat al Urului a fost construit de Ur-Nammu în onoarea zeului lunii Nanna. Masiva piramidă în trepte măsoară 64 de metri (210 de picioare) în lungime, 45 de metri (148 de picioare) în lățime și peste 30 de metri (98 de picioare) în înălțime. Înălțimea este speculată, numai fundația a supraviețuit.

## Legături externe
- Materiale media legate de Ziguratul Urului la Wikimedia Commons
- Ziggurat of Ur Arhivat în 27 octombrie 2014, la Wayback Machine., istorie inteligentă la Khan Academy
- Ur (nume modern: Tell el-Muqayyar) la Open Context
- A brief history of the Sumerian Ziggurat at Ur Arhivat în 27 noiembrie 2020, la Wayback Machine.
- Archaeology of ancient Iraq with a section on the ziggurat
- The Harran and Ur Latitudes, and Tell Göbekli Tepe